# Ogulina apicalis
Ogulina apicalis är en fjärilsart som beskrevs av Sergius G. Kiriakoff 1962. Ogulina apicalis ingår i släktet Ogulina och familjen tandspinnare. Inga underarter finns listade i Catalogue of Life.